# 拉科伊帕區
5°23′36″S 78°54′23″W / 5.3932°S 78.9064°W
拉科伊帕區（西班牙語：Distrito de La Coipa），是秘魯的一個區，位於該國北部卡哈馬卡大區的聖伊格納西奧省，始建於1965年5月12日，面積376.1平方公里，海拔高度1,500米，2005年人口18,422，人口密度每平方公里49人。